# Weltmeisterschaften im Modernen Fünfkampf 2018
Die Weltmeisterschaften im Modernen Fünfkampf 2018 fanden bei den Herren und den Damen vom 6. bis 13. September 2018 im Campo Marte in der mexikanischen Hauptstadt Mexiko-Stadt statt.
Fabian Liebig und WM-Debütantin Rebecca Langrehr wurden in der Mixed-Staffel Weltmeister. In der Damen-Staffel sicherten sich Annika Schleu und Ronja Steinborn die Silbermedaille. Schleu wurde auch in der Einzelkonkurrenz Vizeweltmeisterin, in der Mannschaftswertung sicherten sich Schleu, Janine Kohlmann und Anna Matthes die Bronzemedaille.

## Herren

### Einzel
| Platz | Land                   | Sportler              |
| ----- | ---------------------- | --------------------- |
| 1     | Vereinigtes Königreich | James Cooke           |
| 2     | Frankreich             | Valentin Prades       |
| 3     | Ukraine                | Pawlo Tymoschtschenko |

### Mannschaft
| Platz | Land                   | Sportler                                             |
| ----- | ---------------------- | ---------------------------------------------------- |
| 1     | Frankreich             | Valentin Prades Valentin Belaud Brice Loubet         |
| 2     | Vereinigtes Königreich | James Cooke Myles Pillage Joseph Choong              |
| 3     | Ukraine                | Pawlo Tymoschtschenko Denys Pawljuk Jurij Fedetschko |

### Staffel
| Platz | Land       | Sportler                          |
| ----- | ---------- | --------------------------------- |
| 1     | Frankreich | Alexandre Henrard Valentin Belaud |
| 2     | Tschechien | Jan Kuf Martin Vlach              |
| 3     | Bulgarien  | Todor Mihalew Jawor Peschlejewski |

## Mixed
| Platz | Land        | Sportler                        |
| ----- | ----------- | ------------------------------- |
| 1     | Deutschland | Rebecca Langrehr Fabian Liebig  |
| 2     | Ungarn      | Michelle Gulyás Gergő Bruckmann |
| 3     | Frankreich  | Emma Riff Alexandre Henrard     |

## Damen

### Einzel
| Platz | Land        | Sportlerin           |
| ----- | ----------- | -------------------- |
| 1     | Belarus     | Nastassja Prakapenka |
| 2     | Deutschland | Annika Schleu        |
| 3     | Frankreich  | Marie Oteiza         |

### Mannschaft
| Platz | Land        | Sportlerinnen                                    |
| ----- | ----------- | ------------------------------------------------ |
| 1     | Ungarn      | Sarolta Kovács Zsófia Földházi Tamara Alekszejev |
| 2     | Frankreich  | Marie Oteiza Julie Belhamri Élodie Clouvel       |
| 3     | Deutschland | Annika Schleu Janine Kohlmann Anna Matthes       |

### Staffel
| Platz | Land        | Sportlerinnen                           |
| ----- | ----------- | --------------------------------------- |
| 1     | Belarus     | Nastassja Prakapenka Iryna Prassjanzowa |
| 2     | Deutschland | Ronja Steinborn Annika Schleu           |
| 3     | Guatemala   | Sofia Cabrera Sophia Hernández          |

## Medaillenspiegel
| Platz | Land                   | Gold | Silber | Bronze | Gesamt |
| ----- | ---------------------- | ---- | ------ | ------ | ------ |
| 01    | Frankreich             | 2    | 2      | 2      | 6      |
| 02    | Belarus                | 2    | —      | —      | 2      |
| 03    | Deutschland            | 1    | 2      | 1      | 4      |
| 04    | Ungarn                 | 1    | 1      | —      | 2      |
| 04    | Vereinigtes Königreich | 1    | 1      | —      | 2      |
| 05    | Tschechien             | —    | 1      | —      | 1      |
| 06    | Ukraine                | —    | —      | 2      | 2      |
| 07    | Bulgarien              | —    | —      | 1      | 1      |
| 07    | Guatemala              | —    | —      | 1      | 1      |